# 杉原爱子
杉原爱子（日语：／ Sugihara Aiko，1999年9月19日—）生于大阪府东大阪市，是一名日本女子竞技体操运动员。杉原在4岁时受其姐姐影响开始接触体操，幼儿园时她已经会在单杠上做支撑回环。小学四年级时，她加入羽衣体操俱乐部，开始正式的体操训练。杉原所参加的第一个成年级别赛事是2015年亚洲体操锦标赛，当时她共获得2枚金牌和2枚银牌。2016年，杉原成功入选里约奥运日本女子体操队名单。2018年4月，她进入日本女子体育大学。